# Brøderbund Software
Brøderbund Software, Inc. was een Amerikaanse ontwikkelaar van computerspellen, educatieve software en productiviteitssoftware. Hun meest bekende producten zijn de Carmen Sandiego-reeks, Prince of Persia, Lode Runner, The Print Shop en PrintMaster. Het bedrijf werd in 1980 opgericht in Eugene (Oregon), verhuisde naar San Rafael (Californië) en later naar Novato. Sinds 2002 is het bedrijf eigendom van Riverdeep en worden producten uit de franchise van Brøderbund Software, Inc uitgebracht onder de naam Broderbund.

## Etymologie
Het woord "brøderbund" is gebaseerd op een vertaling van "band of brothers" (broederband), maar is in feite onbestaand. Desondanks bevat het invloeden van de Duitse en Scandivanische talen. De "ø" in "Brøderbund" is eveneens afgeleid van het overeenkomstige Scandinavische teken.

## Producten
Het bedrijf heeft een waslijst van software ontwikkeld en uitgebracht voor zowat alle computersystemen die beschikbaar waren op de Amerikaanse markt: TRS-80, IBM Personal Computer/IBM PC-compatibel, Apple II-familie, Commodore 64, Atari 8 bit-familie en Amiga. Via Europese en Aziatische spelontwikkelaars werd de software gelicentieerd en uitgebracht voor lokale systemen zoals Amstrad CPC, MSX en ZX Spectrum. Dit had tot gevolg dat heel wat van hun productiviteitstools, zoals PrintMaster en The Print Shop, op al die systemen bruikbaar waren en een grote marktpositie kregen.

## Geschiedenis
- 1980: Brøderbund wordt opgericht door de broers Doug en Gary Carlston.
- november 1991: het bedrijf gaat op de beurs zodat er aandelen kunnen worden gekocht.[4]
- juni 1998: Het bedrijf wordt opgekocht door The Learning Company.[5]
- december 1999: The Learning Company wordt opgekocht door Mattel.[6]
- september 2000: Mattel verkoopt de divisie aan The Gores Group.
- augustus 2002: The Gores Group verkoopt de holding van The Learning Company aan Ubisoft en deze van Brøderbund aan Riverdeep.[7]